# Lijst van Malagassische films
Dit is een overzicht van films uit Madagaskar.
- Island of Lemurs: Madagascar (documentaire) - 2014
- Ady Gasy (documentaire) - 2014
- Guitar Madagascar (documentaire) - 2014
- With Love from Madagascar (documentaire) - 2014
- Famadihana (Second Burial): Surviving Guilt and Grief (documentaire) - 2014
- Madagascar: une belle vie, une belle mort (documentaire) - 2014
- Les enfants de la périphérie (documentaire) - 2014
- Les Jumeaux maudits (documentaire) - 2013
- The Silkies of Madagascar (documentaire) - 2013
- Veloma, de l'autre côté de l'eau (documentaire) - 2013
- Colors (kortfilm) - 2013
- Bound to the Past (documentaire) - 2013
- Malagasy Mankany - 2012
- L'opéra du bout du monde (documentaire) - 2012
- Dzaomalaza et le saphir bleu - 2011
- Vous êtes-vous déjà fait piquer par une abeille morte? (kortfilm) - 2010
- Malagasy Gospel (documentaire) - 2009
- Madagascar: Mystical, Magical, Memorable (documentaire) - 2008
- Vazaha (documentaire) - 2008
- Coast to Coast Madagascar (documentaire) - 2007
- Mahaleo (documentaire) - 2005
- Beditra - 2005
- Souli - 2004
- Finding Balance: Forests and Family Planning in Madagascar (documentaire) - 2004
- Lolon'i dada - 2000
- La Musique qui m'a sauvé la vie (kortfilm) - 1999
- Quand les étoiles rencontrent la mer - 1996
- Tabataba - 1988
- Ilo Tsy Very - 1987
- Le prix de la paix - 1987
- Dahalo, Dahalo - 1983
- Fitampoha (documentaire) - 1980
- Very Remby - 1974